# كريستوفر جي. كينغ
كريستوفر جي. كينغ هو سياسي أمريكي، ولد في 1976. نشط حزبياً في الحزب الديمقراطي. وقد انتخب عضو مجلس نواب بنسيلفانيا ‏.